# Władysław Gruszecki
Władysław Gruszecki (ur. 19 marca 1812 w Worgulach, województwo lubelskie – zm. 6 marca 1876 w Warszawie) – polski prawnik i ekonomista, członek Rady Stanu Królestwa Polskiego, autor prac ekonomicznych. Z rodu Gruszeckich herbu Lubicz.

## Życiorys
Władysław Benedykt Józef Gruszecki jest synem Kaspra Gruszeckiego – sędziego apelacyjnego Królestwa Polski i Franciszki Chociszewskiej.
Ukończył warszawski konwikt pijarów. Od 13 września 1827 studiował na Uniwersytecie Warszawskim (Wydział Prawa i Administracji, sekcja Prawa i Administracji). Nie ukończył studiów na skutek wybuchu powstania. Jednocześnie ze studiami od 1 stycznia 1829 do 31 grudnia 1831 odbywał praktyki w Komisji Rządowej Wyznań Religijnych i Oświecenia Publicznego.
W powstaniu listopadowym – gid w sztabie przybocznym Naczelnego Wodzam. Od 13 kwietnia 1831 podporucznik 1 pułku ułanów; należał do korpusu generała Giełguda, z którym 13 lipca 1831 przeszedł do Prus, internowany w okolicach Gdańska. Członek Towarzystwa Patriotycznego. 13 kwietnia 1831 r. w kwaterze głównej w Jędrzejowie pod Kałuszynem za odwagę w boju został uaktualniony. 17 stycznia 1832 przybył do Warszawy, stawił się przed KRW, złożył przysięgę wierności carowi, wyjechał do Krakowa.
Po powstaniu odbywał praktykę w prywatnym domu handlowym w Warszawie. W 1835 osiadł we własnym majątku w powiecie bialskim. W 1838 obrany radcą Dyrekcji Głównej Towarzystwa Kredytowego Ziemskiego, którą to funkcję pełnił do końca życia.
Od 1 stycznia 1846 – urzędnik do szczególnych poruczeń w Banku Polskim. W 1858 roku członek założyciel oraz członek Towarzystwa Rolniczego w Królestwie Polskim. Od 1860 członek Rady Głównej Opiekuńczej Zakładów Dobroczynności. W 1856–1868 naczelnik, po 1868 – dyrektor wydziału przemysłu w Banku Polskim. Od 1860 członek Rady Głównej Opiekuńczej Zakładów Dobroczynności (ze stanowiska zwolniony na własne żądanie). W 1862–1863 pełnił obowiązki czasowego członka Rady Stanu Królestwa Polskiego (zwolniony na własne żądanie 28 kwietnia 1863). W 1860–1874 członek redakcji „Biblioteki Warszawskiej”; również był współzałożycielem i współpracownikiem „Roczników Gospodarstwa Krajowego”.
W 1841 r.wraz z braćmi wylegitymowany ze szlachectwa w Królestwie Polskim z herbem Lubicz. Był dwukrotnie żonaty. Z małżeństwa z Ludwiką Lewicką posiadał dwoje dzieci: Aleksandra i Konstantego. Drugą żoną została Aleksandra Pruszak – jedyna córka Aleksandra Pruszaka, prezesa Rady Departamentu Warszawskiego.
Pochowany na Starych Powązkach w Warszawie.

## Majątki
W 1835 r. dzierżawca dóbr Bychawy. Po śmierci ojca w 1836 roku odziedziczył dobra folwarki w powiecie bialskim (które jego ojciec Kasper Gruszecki wykupił od Prokuratora Masy Radziwiłłowskiej występującego w imieniu nieletnich: Stefanii i Aleksandra Radziwiłłów): Cicibór, Worgule, Terebella i Łukowce wraz ze wsiami: Worgule, Jagodnica, Szubszczyzna, Cicibór Wielki i Mały i Łukowce. Również był właścicielem Lebiedziów i Skrzyniec w powiecie bialskim.

## Rodzice
- Ojciec – Kasper Gruszecki h. Lubicz (1771, Bychawka – 06.04.1836, Warszawa). Sędzia apelacyjny Królestwo Polskie.

- Matka – Franciszka Chociszewska (1780 – 20.07.1843 Warszawa). (ślub: około 1810).

## Małżeństwo
- Pierwsza żona - Ludwika Marianna Lewicka (ok. 1813, Styrzyniec (parafia Biała Podlaska) – 3 lutego 1850, Warszawa; córka Wincentego i Barbary). Ślub: 16 lipca 1835, Biała Podlaska, kościół św. Anny (on lat 23, zamieszkały Warszawa, ona lat 22, zamieszkała Styrzyniec (MK Biała)). Dzieci z małżeństwa - dwóch synów, Konstanty i Aleksander[8].

- Drugą żona - Aleksandra Weronika Justyna Pruszak z Żalna h. Leliwa (ur. 1814 – zm. 6 maja 1876; córka Aleksandra Pawła i Marianny Skarzyńskiej h. Bończa). Ślub: 30 sierpnia 1855, Łowicz Kolegiata (województwo łódzkie). Weronika-Bibianna-Justyna-Aleksandra znana jest w korespondencji chopinowskiej jako „Olesia”, bliska przyjaciółka Ludwiki Chopinówny (starsza siostra Fryderyka Chopina)[10].

## Dzieci
- Aleksander - ca 1850, żona (ślub: około 1870): Maria Rohland h. Pogoń ca 1850.

- Konstantyn